# Гетто в Копыси
Гетто в Ко́пыси (октябрь 1941 — 14 января 1942) — еврейское гетто, место принудительного переселения евреев посёлка Копысь Оршанского района Витебской области и близлежащих населённых пунктов в процессе преследования и уничтожения евреев во время оккупации территории Белоруссии войсками нацистской Германии в период Второй мировой войны.

## Оккупация Копыси и создание гетто
По переписи населения 1939 года численность евреев в местечке Копысь составляла 405 человек — 9,91 % от общего числа жителей. С началом войны некоторое количество евреев эвакуировалось на восток страны, а часть была мобилизована в ряды Красной армии.
Копысь была оккупирована немецкими войсками 11 июля 1941 года.
В августе 1941 года прибывшее подразделение айнзатцгруппы «В» провело первую «акцию» (таким эвфемизмом нацисты называли организованные ими массовые убийства) — расстреляв семь евреев-мужчин по обвинению «в коммунистической агитации».
Реализуя нацистскую программу уничтожения евреев, немцы создавали гетто почти во всех городах и населённых пунктах Беларуси, где проживало еврейское население. Так и в Копыси оккупанты в октябре 1941 года организовали гетто, находившееся в домах Копысского льнозавода. Гетто охранялось, а выход из него был запрещен, — оно представляло собой так называемый «закрытый тип» гетто.
Узников использовали на самых тяжелых и грязных принудительных работах.

## Уничтожение гетто
Накануне расстрела гитлеровцы взорвали мерзлую землю в овраге «Мергль», готовя яму евреям Копыси. Утром 14 января 1942 года немцы выгнали евреев из гетто и по 15 человек стали загонять в яму, предварительно раздев людей до нательного белья. Затем укладывали на землю, убивая выстрелом в затылок — всего 250 человек. Во время казни учительница начальной еврейской школы Р. А. Кунина прокричала палачам, что «скоро придет Красная Армия и за всё отомстит».
На следующий день, то есть 15 января 1942 года, нацисты расстреляли прятавшуюся семью Мелихан из трех человек. Чуть дольше смог укрываться председатель довоенного местечкового совета Гилин Ханон, которого после обнаружения нацисты повесили.
Сумели сбежать из гетто и спастись Тевье и Абрам Шмеркины, вступившие в дальнейшем в партизанский отряд имени Кутузова.

## Память
В 1973 году на братской могиле жертв геноцида евреев, в 300 метрах к юго-западу от поселка, была сооружена железобетонная тумба с надписью: «Здесь в январе 1942 года гитлеровцами расстреляно около 250 человек, жителей поселка Копысь».